# Gregorio Dávila
Gregorio Dávila (Ameca en la Intendencia de Guadalajara, 15 de marzo de 1810 - 15 de enero de 1868) fue un Político y Abogado, fue secretario del ayuntamiento de Guadalajara. y fue Gobernador de Jalisco por 3  ocasiones

## Vida y muerte
Nació en la  Ameca en la Intendencia de Guadalajara, estudio en el Seminario Real y Tridentino del Señor San José la carrera de Literatura y luego ingreso en una escuela de Guadalajara para estudiar la carrera de Abogado, consiguiendo el título el 31 de diciembre de 1829 y en el año de 1834 fue secretario del ayuntamiento de Guadalajara. Retirándose del cargo cuando Antonio López de Santa Anna o cuando se disolvió la federación en 1836, El gobierno le declaró una tenaz persecución por seguir militando en las filas liberales, En el año de 1839 tuvo que salir del Estado hacia Colima y allá siguió siendo atacado por el gobierno centralista; fueron sus compañeros. 
Guzmán y Montenegro, hombres dignos del Partido Liberal. Incorregible enemigo de la  República Centralista, ⁣ siguió hostilizando a Gregorio Dávila, le ordenaron al general Navarro a que lo aprehendieran y tuvo que esconderse en Guadalajara.
Por segunda vez volvió a sufrir de persecuciones y en 1845 emprendió el camino del destierro a Veracruz, donde sufrió los primeros síntomas de su enfermedad. El 22 de agosto de 1846, cuando volvió a estar en vigor la Constitución Federal de México de  1824, Gregorio Dávila se unió al pronunciamiento de la restauración de la Segunda República Federal. En el año de 1846 fue diputado de la legislatura estatal, en 1850 fue magistrado de la  Suprema Corte de Justicia de la Nación; El 26 de julio de 1852 fue elegido Gobernador de Jalisco y recibió el apoyo del partido liberal y su Sucesor fue José María Blancarte. Por la ausencia del gobernador José Santos Degollado, Gregorio Dávila ocupa la gobernatura sustituta en la espera que José Santos Degollado vuelva al cargo y vuelve al cargo de gobernador Sustituto ante la ausencia del gobernador Anastasio Parrodi y también ocupó los cargos de consejero del Estado, Presidente del Supremo Tribunal de Justicia, Diputado del  Congreso de la Unión y Magistrado del Tribunal de Circuito. Cuando le sorprendió la muerte. Fue enterrado en el Panteón de Belén, despidiéndolo con una oración fúnebre escrita por el Lic. Antonio Pérez Perdía y leída por el Licenciado Ignacio Luis Vallarta.